# آلبرت بوسکه
آلبرت بوسکه (انگلیسی: Albert Bosquet؛ زادهٔ ۱۸۸۲ - درگذشته نامشخص) تیرانداز اهل بلژیک بود.
وی در مسابقات کشوری و بین‌المللی در مجموع برندهٔ ۱ مدال نقره شده‌است.